# José de Ribera
Jusepe (José) de Ribera (12. ledna 1591, Játiva – 2. září 1652 Neapol) byl původem španělský barokní malíř období zvaného Siglo de Oro, působící dlouhodobě na královském dvoře v hlavním městě Neapolského království.

## Život
První malířské zkušenosti získal v dílně Francisca Ribalty, představitele valencijské malířské školy. V mládí, roku 1612, odešel studovat renesanční mistry do Itálie. Pro svou drobnou postavu zde dostal přezdívku Lo Spagnoletto (malý Španěl). Když procestoval horní Itálii, usadil se natrvalo v Neapoli, kde se stal dvorním malířem a byl zahrnován zakázkami (velmi mu pomáhalo, že Neapol tehdy ovládali Španělé). K největším z těchto zakázek patřila výzdoba augustiniánského kláštera v Salamance. Pro nedostatek času vedl dílnu, kde pracovali jeho italští, vlámští a španělští pomocníci. V Neapoli jej dvakrát navštívil soudobý španělský mistr, Diego Vélazquez.
Ribera je hlavním představitelem caravaggiovského naturalismu v Itálii. Caravaggia Ribera také velmi obdivoval, toužil se s ním osobně setkat, ale když se ho snažil po příchodu do Neapole vyhledat, zjistil, že je již tři roky mrtvý. Ribera si, po vzoru Carravagia, vybíral s oblibou náměty umučení, kde mohl uplatnit expresivní gesta a mimiku, podrobné podání drastických podrobností a dramatické protiklady světla a stínů. Často též zobrazoval zmrzačené postavy. Náměty byly ovšem náboženské a mytologické.
Ve středním období produševňuje výraz a zesvětluje kolorit, aby v pozdních dílech dosáhl klidné vyrovnanosti. Ribera byl činným zejména v letech 1620–30 i jako grafik. Jeho umění ovlivnilo soudobé malířství ve Španělsku i Neapoli. K jeho žákům patřil mimo jiné Luca Giordano.
V posledních letech života trpěl pohaněním dcery, kterou svedl a opustil Don Juan ď Austria.
Kolem roku 1644 takřka přestal malovat, nejspíše kvůli nemoci. V roce 1647 vypuklo v Neapoli protišpanělské povstání a on se tak i s rodinou musel skrývat před hněvem vzbouřenců v paláci místokrále. To ještě znásobilo jeho psychické problémy.

## Díla
- Umučení sv. Bartoloměje, 1630, plátno, Madrid, Museo del Prado
- Jakubův sen, 1639, plátno, tamtéž
- Sv. Jeroným, 1646, plátno, Národní galerie, Praha
- Sv. Šebestián, plátno, tamtéž
- Pieta, 1633, olej na plátně, muzeum Thyssen-Bornemisza v Madridu